# Parrocchie civili dell'Oxfordshire
Questa è una lista delle parrocchie civili dell'Oxfordshire, Inghilterra.

## Cherwell
- Adderbury[1]
- Ambrosden
- Ardley with Fewcott
- Arncott
- Banbury[2]
- Barford St. John and St. Michael[1]
- Begbroke
- Bicester[3]
- Blackthorn
- Bletchingdon
- Bloxham[1]
- Bodicote[1]
- Bourton[1]
- Broughton[1]
- Bucknell
- Caversfield
- Charlton-on-Otmoor
- Chesterton
- Claydon with Clattercot[1]
- Cottisford
- Cropredy[1]
- Deddington[1]
- Drayton[1]
- Duns Tew[1]
- Epwell[1]
- Fencott and Murcott
- Finmere
- Fringford
- Fritwell
- Godington
- Gosford and Water Eaton
- Hampton Gay and Poyle
- Hanwell[1]
- Hardwick with Tusmore
- Hethe
- Hook Norton[1]
- Horley[1]
- Hornton[1]
- Horton-cum-Studley
- Islip
- Kidlington
- Kirtlington
- Launton
- Lower Heyford
- Merton
- Middle Aston[1]
- Middleton Stoney
- Milcombe[1]
- Milton[1]
- Mixbury
- Mollington[1]
- Newton Purcell with Shelswell
- Noke
- North Aston[1]
- North Newington[1]
- Oddington
- Piddington
- Prescote[1]
- Shenington with Alkerton[1]
- Shipton-on-Cherwell and Thrupp
- Shutford[1]
- Sibford Ferris[1]
- Sibford Gower[1]
- Somerton
- Souldern
- South Newington[1]
- Steeple Aston[1]
- Stoke Lyne
- Stratton Audley
- Swalcliffe[1]
- Tadmarton[1]
- Upper Heyford
- Wardington[1]
- Wendlebury
- Weston-on-the-Green
- Wigginton[1]
- Wroxton[1]
- Yarnton

## Oxford
- Blackbird Leys
- Littlemore[4]
- Old Marston[4]
- Risinghurst and Sandhills[4]

## South Oxfordshire
- Adwell[4]
- Aston Rowant[4]
- Aston Tirrold
- Aston Upthorpe
- Beckley and Stowood[4]
- Benson[4]
- Berinsfield[4]
- Berrick Salome[4]
- Binfield Heath
- Bix and Assendon
- Brightwell Baldwin[4]
- Brightwell-cum-Sotwell
- Britwell Salome[4]
- Chalgrove[4]
- Checkendon
- Chinnor[4]
- Cholsey
- Clifton Hampden[4]
- Crowell[4]
- Crowmarsh
- Cuddesdon and Denton[4]
- Culham[4]
- Cuxham with Easington[4]
- Didcot
- Dorchester[4]
- Drayton St. Leonard[4]
- East Hagbourne
- Elsfield[4]
- Ewelme[4]
- Eye and Dunsden
- Forest Hill with Shotover[4]
- Garsington[4]
- Goring
- Goring Heath
- Great Haseley[4]
- Great Milton[4]
- Harpsden
- Henley-on-Thames
- Highmoor
- Holton[4]
- Horspath[4]
- Ipsden
- Kidmore End
- Lewknor[4]
- Little Milton[4]
- Little Wittenham
- Long Wittenham
- Mapledurham
- Marsh Baldon
- Moulsford
- Nettlebed
- Newington[4]
- North Moreton
- Nuffield
- Nuneham Courtenay[4]
- Pishill with Stonor
- Pyrton[4]
- Rotherfield Greys
- Rotherfield Peppard
- Sandford-on-Thames[4]
- Shiplake
- Shirburn[4]
- Sonning Common
- South Moreton
- South Stoke
- Stadhampton[4]
- Stanton St. John[4]
- Stoke Row
- Stoke Talmage[4]
- Swyncombe
- Sydenham[4]
- Tetsworth[4]
- Thame
- Tiddington-with-Albury[4]
- Toot Baldon
- Towersey[4]
- Wallingford
- Warborough[4]
- Waterperry with Thomley[4]
- Waterstock[4]
- Watlington[4]
- West Hagbourne
- Wheatfield[4]
- Wheatley[4]
- Whitchurch-on-Thames
- Woodcote
- Woodeaton[4]

## Vale of White Horse
- Abingdon
- Appleford-on-Thames
- Appleton-with-Eaton
- Ardington
- Ashbury[5]
- Baulking[5]
- Besselsleigh
- Blewbury
- Bourton[5]
- Buckland[5]
- Buscot[5]
- Charney Bassett[5]
- Childrey
- Chilton
- Coleshill[5]
- Compton Beauchamp[5]
- Cumnor
- Denchworth
- Drayton
- East Challow
- East Hanney
- East Hendred
- Eaton Hastings[5]
- Fernham[5]
- Frilford
- Fyfield and Tubney
- Garford
- Goosey
- Great Coxwell[5]
- Great Faringdon[5]
- Grove
- Harwell
- Hatford[5]
- Hinton Waldrist[5]
- Kennington
- Kingston Bagpuize with Southmoor
- Kingston Lisle[5]
- Letcombe Bassett
- Letcombe Regis
- Little Coxwell[5]
- Littleworth[5]
- Lockinge
- Longcot[5]
- Longworth[5]
- Lyford
- Marcham
- Milton
- North Hinksey
- Pusey[5]
- Radley
- St. Helen Without
- Shellingford[5]
- Shrivenham[5]
- South Hinksey
- Sparsholt
- Stanford in the Vale[5]
- Steventon
- Sunningwell
- Sutton Courtenay
- Uffington[5]
- Upton
- Wantage
- Watchfield[5]
- West Challow
- West Hanney
- West Hendred
- Woolstone[5]
- Wootton
- Wytham

## West Oxfordshire
- Alvescot
- Ascott-under-Wychwood[6]
- Asthal
- Aston, Cote, Shifford and Chimney
- Bampton
- Black Bourton
- Bladon
- Blenheim[6]
- Brize Norton
- Broadwell
- Bruern[6]
- Burford
- Carterton
- Cassington
- Chadlington[6]
- Charlbury[6]
- Chastleton[6]
- Chilson[6]
- Chipping Norton[7]
- Churchill and Sarsden[6]
- Clanfield
- Combe[6]
- Cornbury and Wychwood[6]
- Cornwell[6]
- Crawley
- Curbridge
- Ducklington
- Enstone[6]
- Eynsham
- Fawler[6]
- Fifield[6]
- Filkins and Broughton Poggs
- Finstock[6]
- Freeland
- Fulbrook
- Glympton[6]
- Grafton and Radcot
- Great Rollright
- Great Tew[6]
- Hailey
- Hanborough
- Hardwick-with-Yelford
- Heythrop[6]
- Holwell[6]
- Idbury[6]
- Kelmscott
- Kencot
- Kiddington with Asterleigh[6]
- Kingham[6]
- Langford
- Leafield[6]
- Lew
- Little Faringdon
- Little Tew[6]
- Lyneham[6]
- Milton-under-Wychwood[6]
- Minster Lovell
- North Leigh
- Northmoor
- Over Norton[6]
- Ramsden
- Rollright[6]
- Rousham[6]
- Salford[6]
- Sandford St. Martin[6]
- Sarsden
- Shilton
- Shipton-under-Wychwood[6]
- South Leigh
- Spelsbury[6]
- Standlake
- Stanton Harcourt
- Steeple Barton[6]
- Stonesfield[6]
- Swerford[6]
- Swinbrook and Widford
- Tackley[6]
- Taynton
- Westcot Barton[6]
- Westwell
- Witney
- Woodstock
- Wootton[6]
- Worton[6]